# اسم اعظم
اسم اعظم به اعتقاد شیعیان، یکی از نام‌های خداست که با بر زبان آوردن آن هر خواستهٔ گوینده برآورده می‌شود. این اسم را کسی نمی‌داند، ولی در طول تاریخ کسانی مدعی دانستن آن شده‌اند و روش‌هایی برای کشف آن پیشنهاد شده‌است. در زبان فارسی این ترکیب عربی به صورت ترجمه‌شدهٔ نام بزرگ هم آمده‌است.
ایرانیان از دیرباز و پیش از اسلام به خاصیت ذاتی کلام و از جمله نام یزدان در باطل‌کردن سحر و جادو و مبارزه با دیوان باور داشته‌اند. همچنان که رستم در خوان چهارم داستان هفت خوان با بردن نام یزدان جادوی زن جادوگر را باطل می‌کند. اما صورت خاص اسم اعظم ملهم از افکار اسلامی‌است و ناشی از نفوذ فرهنگ و معتقدات اسلامی بوده‌است. از جمله اعتقاد به خاصیت اسم اعظم در یکی از حماسه‌های ملی متأخر به نام جهانگیرنامه که از نفوذ افکار اسلامی خالی نیست، بازتاب یافته‌است. به این صورت که مسیحا نامی به جهانگیر (پسر رستم) اسم اعظمی می‌دهد و می‌گوید در صورت پیش آمدن سحر «پی دفعش این اسم اعظم بخوان».

## دانندگان اسم اعظم
در عرفان الهی و اسلامی هر کس که به مقام لقاء پروردگار برسد بر تمام رموز از جمله اسم اعظم نیز دست خواهد یافت. از امام جعفر صادق علیه السلام   روایت شده که گفت: «با [عیسی] پسر مریم دو حرف بود که با آن دو، کارهایی انجام می‌داد، و با موسی چهار حرف بود، و با ابراهیم شش حرف بود، و با آدم بیست و پنج حرف بود، و با نوح هشت حرف بود، و خداوند همه آن‌ها را برای پیامبر اسلام جمع کرد، همانا اسم خداوند هفتاد و سه حرف می‌باشد، و یک حرف را از او پوشاند».
بسیاری از شیعیان در پی کشف اسم اعظم هستند. همه آنها در این عقیده مشترک هستند که اسم اعظم در قرآن پنهان شده‌است و جز برای خواص آشکار شدنی نیست.
این فهرستی‌است (ناکامل) از شخصیت‌های تاریخی یا اسطوره‌ای که ادعا شده‌است (از سوی خود یا دیگری) که اسم اعظم را می‌دانسته‌اند.
- مسیحا و جهانگیر پسر رستم[۳]
- بلعم باعورا[۵]
- سلمان فارسی[۶]
- شیخ بهائی مدعی بود که در هفتاد و یک سالگی اسم اعظم را کشف کرده‌است.[۷]
- ده ده قورقود[۸]
- آصف ابن برخیا پسر خاله یا داماد سلیمان نبی

### اسم اعظم از منظر عرفان  ابن عربی
تعبیر اسم اعظم از تعابیری نیست که محی الدین آن را اِبداع کرده باشد. تعبیر اسم اعظم در نزد محی الدین، گاهی اشاره به حقیقت محمدیّه دارد. در اعتباری دیگر، از آنجا که محی الدین قائل است که اسماء الهی دارای شئون و مراتبِ متعدّدند و برخی بر برخی دیگر، برتری دارند، از این رو - به عنوان مثال- اسماء ذات بر اسماء صفات و افعال، برتری دارند و اسماء ذات نسبت به آن‌ها، اسم اعظم محسوب می‌شوند. بنابراین، می‌توان گفت که اسم اعظم در ملکوت برای هرکس، همان اسم اصلی اوست که کار هدایت و حمایت شخص را عهده‌دار است؛ و در عالَمِ خلق، به یک اعتبار، کلیدِ حلِ آن مشکل همان اسم اعظم است؛ و به اعتباری دیگر، آن عارفی که می‌داند برای حل هر مشکل چه هنگام و از کدام سبب و وسیله باید بهره جست او خودش اسم اعظم است. 